# 长序砂仁
长序砂仁（学名：Amomum thyrsoideum）为姜科豆蔻属下的一个种。

## 扩展阅读
- 維基物種上的相關：长序砂仁